# منتخب كازاخستان للباندي
منتخب كازاخستان الوطني للباندي (الروسية: Сборная Казахстана по хоккею с мячом) هو ممثل كازاخستان الرسمي في المنافسات الدولية في الباندي في فئة الباندي للرجال.